# One Kind Favor
One Kind Favor – album studyjny B.B. Kinga, wydany w roku 2008.
Album ten zdobył nagrodę Grammy w kategorii Best Traditional Blues Album.

## Lista utworów
1. "See That My Grave Is Kept Clean" (Blind Lemon Jefferson)
2. "I Get So Weary" (T-Bone Walker)
3. "Get These Blues Off Me" (Lee Vida Walker)
4. "How Many More Years" (Chester Burnett)
5. "Waiting for Your Call" (Oscar Lollie)
6. "My Love Is Down" (Lonnie Johnson)
7. "The World Is Gone Wrong" (Walter Vinson, Lonnie Chatmon)
8. "Blues Before Sunrise" (John Lee Hooker)
9. "Midnight Blues" (John Willie "Shifty" Henry)
10. "Backwater Blues" (Big Bill Broonzy)
11. "Sitting on Top of the World" (Walter Vinson, Lonnie Chatmon)
12. "Tomorrow Night" (Lonnie Johnson)

## Muzycy obecni w nagraniu
- B.B. King – śpiew, gitara
- Dr. John – pianino
- Nathan East – kontrabas
- Mike Elizondo – gitara basowa, kontrabas
- Jim Keltner – bęben, perkusja
- Jay Bellerose – bęben, perkusja
- Eugene "Snooky" Young – trąbka
- Ricky Woodard – saksofon tenorowy
- Ernie Fields Jr. – saksofon barytonowy
- Jeffrey Clayton – saksofon altowy
- Neil Larsen – organy Hammonda
- Darrell Leonard – trąbka
- Ira Nepus – puzon
- Charles Owens II – saksofon tenorowy
- Johnny Lee Schell – gitara